# Schistostephium crataegifolium
Schistostephium crataegifolium es una especie de planta floral del género Schistostephium, tribu Anthemideae, familia Asteraceae. Fue descrita científicamente por (DC.) Fenzl ex Harv..
Se distribuye por República Democrática del Congo, Tanzania, Zambia, Zimbabue, Malaui, Mozambique y Sudáfrica. Puede alcanzar los 1,2 metros de altura. Se encuentra a altitudes de 300–2500 metros.